# L'Étrange Rêve
Pour plus de détails, voir Fiche technique et Distribution.
L'Étrange Rêve (titre original : Blind Alley) est un film américain réalisé par Charles Vidor et sorti en 1939.
Adapté d'une pièce de James Warwick, il a fait l'objet d'un remake sous le titre La Fin d'un tueur (The Dark Past) en 1946.

## Synopsis
Un prisonnier évadé se cache avec son gang dans la maison d'un célèbre psychologue, le Dr. Shelby. Bien que retenu en otage, celui-ci commence à analyser l'esprit de ses ravisseurs.

## Fiche technique
- Titre original : Blind Alley
- Réalisation : Charles Vidor
- Scénario : Philip MacDonald, Michael Blankfort, Albert Duffy, d'après une pièce de James Warwick
- Production : Columbia Pictures Corporation
- Photographie : Lucien Ballard
- Musique : George Parrish
- Montage : Otto Meyer
- Durée : 69 minutes
- Dates de sortie : 
  - 11 mai 1939 (USA)
  - 14 novembre 1945 (France)

## Distribution
- Chester Morris : Hal Wilson
- Ralph Bellamy : Dr Shelby
- Ann Dvorak : Mary
- Joan Perry : Linda Curtis
- Melville Cooper : George Curtis
- Rose Stradner : Doris Shelby
- John Eldredge : Dick Holbrook
- Ann Doran : Agnes
- Marc Lawrence : Buck
- Stanley Brown : Fred Landis
- Scotty Beckett : Davy
- Milburn Stone : Nick
- Marie Blake : Harriet
- John Hamilton : Directeur de la prison